# Financement de la recherche

Les antennes de l'Australia Telescope Compact Array situées près de Narrabri dans l'État de Nouvelle-Galles du Sud (Australie).

Le financement de la recherche est l'ensemble des actions mises en œuvre afin de fournir les capitaux nécessaires au fonctionnement de la recherche scientifique, généralement en marge de la loi du marché. En effet, à la différence des entreprises, les activités de recherche scientifique, en particulier fondamentales, ne peuvent garantir une rentabilité commerciale à court ou moyen terme et donc attirer des investisseurs au sens classique du terme. Les États ont donc développé des systèmes spécifiques de financement pour ces activités, qui peuvent faire intervenir aussi bien des fonds publics que privés.
Ces modes de financement doivent être adaptés à l'exigence d'autonomie de la science, et soulèvent le problème de l'évaluation de la pertinence des travaux effectués.
Les lobbys peuvent influencer et orienter les résultats des recherches ou lancer et financer des recherches de diversion.

## Histoire
En 1850, le parlement britannique attribue pour la première fois 1 000 livres sterling à la Royal Society pour aider les scientifiques dans leurs recherches et acheter des équipements[réf. nécessaire].

## Acteurs publics et privés
Le financement de la recherche peut être fondé sur l'argent public, venant soit directement des États ou des collectivités territoriales, soit d'organismes dédiés aux niveaux régional, national et international. En France par exemple, on peut ainsi citer les conseils régionaux au niveau local, le ministère de l'Enseignement supérieur et de la Recherche, le Centre national de la recherche scientifique et l'Agence nationale de la recherche au niveau national, la Commission Européenne, principalement par l'intermédiaire de son Programme Cadre de Recherche et Développement (PCRD) au niveau européen.
La recherche est également financée par des capitaux privés, par les entreprises, directement en leur sein dans le cadre de leurs activités de recherche et développement ou lors de partenariats public-privé avec des laboratoires ou des universités (financement de chaires par exemple). Le mécénat peut également contribuer à financer la recherche, en particulier la recherche médicale soutenue par des fondations et des associations.
Des financements publics indirects existent aussi sous forme de subventions associées visant à favoriser l'implication des entreprises dans le soutien à la recherche (crédit d'impôt recherche en France).

## Risques attachés aux financements
Les lobbys peuvent influencer et orienter les résultats des recherches ou lancer et financer des recherches de diversion et produire de l'ignorance. Les compagnies pétrolières peuvent semer le doute sur l’origine humaine des changements climatiques, l'Industrie agroalimentaire pointer le manque d’activité physique dans l'augmentation de l'obésité détournant l’attention du sucre , ou encore l'industrie chimique  fabricant les pesticides attaquant les études scientifiques documentant la nocivité de leurs produits
« Des recherches sur biais de financement ont démontré que les études réalisées sous sponsor ont quatre à huit fois (90 pour le tabac) plus de chances de déboucher sur des conclusions favorables au produit du financeur qu’à celles effectuées sur fonds publics ou non commerciaux »

## Organisation
Il existe principalement deux systèmes de financement de la recherche. Le premier se fonde sur des financements récurrents attribués directement aux laboratoires et sur l'embauche de chercheurs fonctionnaires. C'est notamment le cas historique de la France, avec le CNRS créé en 1939. Le second système repose lui sur le financement de projets sélectionnés par un panel d'experts, à la suite d'un appel d'offres, et menés par des chercheurs non-permanents, sous contrat le temps du projet. Il est par exemple appliqué aux États-Unis.

## Rôle économique de la recherche scientifique
L'importance du rôle potentiel de la recherche scientifique dans l'économie est généralement incontestée bien qu'il soit difficile de la quantifier précisément. Une étude américaine approfondie sur la recherche aux États-Unis, au Royaume-Uni, au Japon, en Allemagne et en France a estimé que l'augmentation de l'investissement en recherche et développement entre 1950 et 1993 avait été responsable de 50 % de la croissance économique sur la période.
Cependant, ce rôle n'est pas immédiat et apparaît principalement soit directement mais à long terme, grâce aux retombées des découvertes scientifiques (telles que les retombées technologiques de l'invention du laser par exemple), soit de façon indirecte, par l'amélioration de la qualité de la formation des travailleurs.
La valorisation de la recherche cherche notamment à accélérer l’exploitation commerciale des résultats afin d'atteindre une certaine immédiateté des retombées, mais elle reste par définition marginale dans le cas de la recherche fondamentale.

## Dans quelques pays

### OCDE
Le principal outil de classement des pays en termes de recherche et de développement est le rapport entre leur dépense intérieure en recherche et développement (DIRD) et leur PIB. En 2012, l'OCDE avait établi le classement suivant :
| Rang | Pays         | DIRD (% du PIB) |
| ---- | ------------ | --------------- |
| 1    | Corée du Sud | 4,36            |
| 2    | Israël       | 3,93            |
| 3    | Finlande     | 3,55            |
| 4    | Suède        | 3,41            |
| 5    | Japon        | 3,35            |
| 6    | Chine        | 3,06            |
| 7    | Danemark     | 2,98            |
| 7    | Allemagne    | 2,98            |
| 9    | Autriche     | 2,84            |
| 10   | États-Unis   | 2,79            |
| 11   | Slovénie     | 2,63            |
| 12   | France       | 2,29            |
| 13   | Belgique     | 2,24            |
| 14   | Estonie      | 2,19            |
| 15   | Pays-Bas     | 2,16            |

### Union européenne
Depuis 1983, le principal instrument financier de l'Union européenne consacré à la recherche est le Programme-cadre pour la recherche et le développement technologique (PCRD). Sa septième édition a couvert la période 2007-2013. Pour la période 2014-2020, le huitième PCRD a été rebaptisé Horizon 2020. Il intègre également le Programme pour la compétitivité et l’innovation (CIP) et les financements de l'Euratom et de l'Institut européen d'innovation et de technologie. Il est doté d'un budget de 80 milliards d'euros.
Selon David Graeber, dans son livre (en), Bullshit jobs faisant référence à une étude de 2016, les universités européennes auraient dépensé 1,4 milliard d'euros par an à préparer des demandes de subventions qui auraient été refusées. Ces sommes dépensées en vain auraient pu financer des recherches.

### France
Jean-Luc Chappey fait remonter le début de l'investissement de l'état dans la recherche à la révolution. L'état devient indifférent à la recherche au XIXe siècle et ne se réengage que dans la seconde moitié du XXe siècle, avec en particulier la création du CNRS puis du CEA, avant de prendre un tournant néolibéral dans les années 1990.
La recherche en France, dont les universités, pourrait bénéficier de près de 10 milliards d'euros sur cinq ans, à travers le vote d'un grand emprunt national. L'ANR (Agence nationale de la Recherche) pilote plusieurs programmes sous la forme d'appels à projets impliquant des laboratoires publics. À cela s'ajoute la recherche menée par les entreprises elles-mêmes, financée sur fonds propres, couplés parfois à des aides distribuées principalement sous forme de prêts.
Le projet de loi sur la recherche de 2020 n'est « pas à la hauteur », selon le « Rapport sur l'état annuel de la France » du Conseil économique, social et environnemental (CESE), assemblée constitutionnelle française. Le texte prévoit qu'à l'horizon 2030, « 5 200 postes pérennes seront créés et trois fois plus de contractuels recrutés », relève le Cese qui « ne peut se satisfaire de cette contractualisation des emplois scientifiques » alors qu'« un quart des effectifs de la recherche sont déjà non-permanents ».
Le CESE estime que la situation de la recherche publique française est préoccupante : financement d’ensemble très insuffisant, faiblesse des moyens financiers et infrastructurels alloués pour la réalisation des missions, érosion des effectifs de personnels de l’enseignement supérieur et de la recherche (ESR), diminution du temps disponible pour la recherche, manque de personnels de soutien, dégradation des conditions de travail et niveau très bas des rémunérations, liens distendus entre recherche publique, administration.
En juillet 2021, dans le cadre d’un audit, la Cour des comptes souligne que la France a investi trois fois moins dans la recherche publique que le Royaume-Uni ou l’Allemagne pour lutter contre la pandémie de Covid-19 et plaide pour un financement pérenne de la recherche. En France, du 1er janvier 2020 au 1er mars 2021, 530 millions d’euros ont été affectés à la recherche publique dans le cadre de la lutte contre le Covid-19.